# 鐵質施肥
鐵質施肥是環境科學的一個熱點話題，是否可透過在海洋表層施加鐵質肥料促進浮游生物生长以吸收更多二氧化碳，为減輕全球變暖威脅提供了一個潜在方法。 
鐵質施肥最早由海洋學家約翰·馬丁在1980年代提出，馬丁構想增加海洋藻類的光合作用能力从而吸收二氧化碳來減緩或逆轉全球變暖的趨勢。他在第一次大規模的鐵質施肥實驗Ironex I的準備階段去世。
目前大多數的鐵質施肥實驗發生在大面積的海洋區域，因為近海本身也有大量鐵質所以無需施鐵肥，此外富營養反倒可能造成有害浮游生物過多而形成“赤潮”。 而在開放廣闊的海域，進行此類實驗的效果非常好。